# رودنگو
رودنگو (به ایتالیایی: Rodengo) یک منطقهٔ مسکونی در ایتالیا است که در تیرول جنوبی واقع شده‌است.

## خصوصیات
رودنگو ۲۹ کیلومترمربع مساحت و ۱٬۱۸۴ نفر جمعیت دارد و ۸۸۵ متر بالاتر از سطح دریا واقع شده‌است.

## خواهرخوانده
شهرهای Finthen, Gnadenwald و ماینتس خواهرخوانده‌های رودنگو هستند.